# Closterus insularis
Closterus insularis là một loài bọ cánh cứng trong họ Cerambycidae.